# Elvis Andrus
Elvis Augusto Andrus Torres, venezuelski bejzbolist, * 26. avgust 1988, Maracay, Venezuela.
Andrus je poklicni bližnji zaustavljalec in je član ekipe Texas Rangers.

## Poklicna kariera

### Atlanta Braves
Andrus je brez udeležbe na naboru leta 2005 z organizacijo Atlanta Braves sklenil pogodbo, vredno več kot milijon dolarjev. Leto je začel v njihovih najnižjih podružnicah in že tam prikazal veliko talenta na vseh področjih igre, še posebej kot zrel odbijalec - zbral je 19 prostih prehodov na bazo in le 28 izločitev z udarci.
Ob vstopu v sezono 2006-07 ga je  Baseball America ocenila kot 2. najboljšega mladega igralca v organizaciji Atlanta Braves.
Takrat se je pridružil ekipi v Myrtle Beachu v Karolini in sredi sezone bil izbran na tekmo vseh zvezd mladih igralcev lige MLB, kar mu je ponovno uspelo v letu 2008.

### Texas Rangers
31. julija 2007 je bil Andrus udeležen v menjavi, v kateri je bil skupaj z Mattom Harrisonom, Neftalijem Felizem in Beauom Jonesom poslan k ekipi Texas Rangers v zameno za  Marka Teixeiro in Rona Mahaya.
Ko se je Michael Young, takratni bližnji zaustavljalec ekipe, leta 2009 odločil, da sprejme selitev na tretjo bazo, je Andrus ob rosni starosti 20 let leto začel na položaju bližnjega zaustavljalca. Za vsak slučaj je njegova ekipa sklenila pogodbo z izkušenim Omarjem Vizquelom. Andrus je bil takrat drugi najmlajši igralec v celotni Ameriški ligi. Svoj uvodni nastop je imel Andrus dne 6. aprila 2009.
Andrus je svojo 20. bazo v uvodni sezoni ukradel že 28. julija. Bil je 10. igralec v zgodovini lige MLB, ki mu je ta dosežek uspel, preden je dopolnil 21 let. Zadnji, ki mu je to uspelo, je bil takratni soigralec Andruw Jones, ki je to storil leta 1997 kot član Andrusove bivše organizacije, Atlanta Braves. Andrus je bil imenovan kot član ekipe vseh zvezd let Ameriške lige 2010 kot rezerva na položaju bližnjega zaustavljalca.
V letu 2010 je imel odbijalsko povprečje 0,265 in ni odbil domačega teka. Ameriško ligo je vodil v žrtvovalnih udarcih s sedemnajstimi, bil 2. po številu izločitev med krajo baz in 9. v kategoriji ukradenih baz s skupno 32-imi.
Naslednje leto je odbijalsko povprečje izboljšal na 0,279 in odbil 5 domačih tekov. Bil je tretji v Ameriški ligi v žrtvovalnih udarcih, tokrat le s šestnajstimi, 4. po številu izločitev med krajo in skupno 5. v ukradenih bazah s 37-imi. Na obrambni strani je bil drugi v ligi v izločitvah in tretji v asistencah, vendar je ligo vodil v številu storjenih napak s 25-imi.

## Igralski profil
Andrus je desničar in nosi številko ena. Znan je po odličnih obrambnih sposobnostih in odlični hitrosti pri premikanju med bazami- v svoji kratki karieri je ukradel že preko 110 baz.

## Zasebno življenje
Andrusov starejši brat Erold je v Samostojnih ligah igral v letih 2009 in 2010 na položajih zunanjega polja. Predhodno je bil član organizacij New York Yankees, Minnesota Twins in Tampa Bay Rays.